# Seznam dílů seriálu Super doktoři
Toto je seznam dílů seriálu Super doktoři. Americký komediální seriál Super doktoři se vysílá na dětské stanici Disney XD, kde měl premiéru 7. října 2013. V Česku byl uveden na Disney Channel 18. května 2014. Tvůrci seriálu jsou Jim Bernstein a Andy Schwartz, v hlavních rolích se objevují Jake Short a Bradley Steven Perry známý ze seriálů Farma R.A.K. a Hodně štěstí, Charlie.
Dne 22. května 2014 si Disney XD objednal druhou řadu.

## Přehled řad
| Řada | Díly | Premiéra v USA | Premiéra v USA | Premiéra v ČR   | Premiéra v ČR   |
| Řada | Díly | První díl      | Poslední díl   | První díl       | Poslední díl    |
| ---- | ---- | -------------- | -------------- | --------------- | --------------- |
| 1    | 26   | 7. října 2013  | 14. září 2014  | 18. května 2014 | 24. května 2015 |
| 2    | 22   | 20. října 2014 | 9. září 2015   | 31. května 2015 | 22. května 2016 |

## Seznam dílů

### První řada (2013/14)
V české verzi nejsou názvy dílů překládány.
| Č. v seriálu | Č. v řadě | Název                                    | Režie            | Scénář                               | Premiéra v USA     | Premiéra v ČR                   | Prod. kód |
| ------------ | --------- | ---------------------------------------- | ---------------- | ------------------------------------ | ------------------ | ------------------------------- | --------- |
| 1-2          | 1-2       | Saving the People Who Save People        | Eric Dean Seaton | Jim Bernstein, Andy Schwartz         | 7. října 2013      | 18. května 2014                 | 101-102   |
| 3            | 3         | Frighty Med                              | Eric Dean Seaton | Vincent Brown                        | 14. října 2013     | 25. května 2014                 | 103       |
| 4            | 4         | I, Normo                                 | Eric Dean Seaton | Clayton Sakoda, Ian Weinreich        | 21. října 2013     | 8. června 2014                  | 104       |
| 5            | 5         | Sm'olivers Travels                       | Eric Dean Seaton | Mark Jordan Legan                    | 28. října 2013     | 15. června 2014                 | 105       |
| 6            | 6         | Pranks for Nothing                       | Jon Rosenbaum    | Clayton Sakoda, Ian Weinreich        | 4. listopadu 2013  | 22. června 2014                 | 106       |
| 7            | 7         | It's Not the End of the World            | Jon Rosenbaum    | Jim Bernstein, Andy Schwartz         | 11. listopadu 2013 | 29. června 2014                 | 107       |
| 8            | 8         | Evil Gus                                 | Jon Rosenbaum    | Stephen Engel                        | 13. ledna 2014     | 6. července 2014                | 108       |
| 9            | 9         | Alan's Reign of Terror                   | Sean Lambert     | Stephen Engel, Vincent Brown         | 3. února 2014      | 26. července 2014               | 109       |
| 10           | 10        | So You Think You Can Be a Sidekick       | Sean Lambert     | Jim Bernstein, Mark Jordan Legan     | 10. února 2014     | 31. srpna 2014                  | 110       |
| 11           | 11        | Lockdown                                 | Sean Lambert     | Stephen Engel, Vincent Brown         | 24. února 2014     | 6. září 2014                    | 111       |
| 12           | 12        | All That Kaz                             | Sean Lambert     | Mark Jordan Legan, Andy Schwartz     | 10. března 2014    | 13. září 2014                   | 112       |
| 13           | 13        | The Friend of My Friend Is My Enemy      | Rich Correll     | Jim Bernstein, Andy Schwartz         | 24. března 2014    | 20. září 2014                   | 113       |
| 14           | 14        | Atomic Blast from the Past               | Jon Rosenbaum    | Clayton Sakoda, Ian Weinreich        | 31. března 2014    | 27. září 2014                   | 114       |
| 15           | 15        | Growing Pains                            | Jon Rosenbaum    | Stephen Engel, Mark Jordan Legan     | 7. dubna 2014      | 4. října 2014                   | 117       |
| 16           | 16        | Night of the Living Nightmare            | Adam Weissman    | Mark Jordan Legan, Vincent Brown     | 14. dubna 2014     | 11. října 2014                  | 121       |
| 17           | 17        | Mighty Mad                               | Danny J. Boyle   | Stephen Engel, Mark Jordan Legan     | 21. dubna 2014     | 18. října 2014                  | 115       |
| 18           | 18        | Fantasy League of Heroes                 | Alfonso Ribeiro  | Clayton Sakoda, Ian Weinreich        | 9. června 2014     |                                 | 119       |
| 19           | 19        | Copy Kaz                                 | Alfonso Ribeiro  | Stephen Engel, Vincent Brown         | 16. června 2014    | 5. dubna 2015                   | 120       |
| 20           | 20        | Guitar Superhero                         | Rob Schiller     | Stephen Engel, Mark Jordan Legan     | 23. června 2014    | 12. dubna 2015                  | 122       |
| 21           | 21        | Free Wi-Fi                               | Jon Rosenbaum    | Jim Bernstein, Andy Schwartz         | 30. června 2014    | 19. dubna 2015                  | 118       |
| 22           | 22        | Two Writers Make a Wrong                 | Rob Schiller     | Clayton Sakoda, Ian Weinreich        | 7. července 2014   | 26. dubna 2015                  | 123       |
| 23           | 23        | Are You Afraid of the Shark?             | Adam Weissman    | Vincent Brown                        | 18. července 2014  | 25. října 2014                  | 116       |
| 24           | 24        | The Pen Is Mighty Med-ier Than the Sword | Stephen Engel    | Amanda Steinhoff, Sarah Jeanne Terry | 21. července 2014  | 10. května 2015                 | 124       |
| 25-26        | 25-26     | The Good, The Bad, and The Mighty        | Rich Correll     | Jim Bernstein, Andy Schwartz         | 14. září 2014      | 17. května 2015 24. května 2015 | 125-126   |

### Druhá řada (2014/15)
Dne 22. května 2014 si Disney XD objednal druhou řadu, která se začala natáčet v červenci a premiéra se očekává na podzim 2014
| Č. v seriálu | Č. v řadě | Název                              | Režie              | Scénář                                                         | Premiéra v USA     | Premiéra v ČR                  | Prod. kód |
| ------------ | --------- | ---------------------------------- | ------------------ | -------------------------------------------------------------- | ------------------ | ------------------------------ | --------- |
| 27-28        | 1-2       | How the Mighty Med Have Fallen     | Rich Correll       | Jim Bernstein, Andy Schwartz                                   | 20. října 2014     | 31. května 20156. června 2015  | 201-202   |
| 29           | 3         | Lair, Lair                         | Rich Correll       | Mark Jordan Legan, Vincent Brown                               | 24. října 2014     | 14. června 2015                | 203       |
| 30           | 4         | Mighty Mole                        | Rob Schiller       | Clayton Sakoda, Ian Weinreich                                  | 3. listopadu 2014  | 21. června 2015                | 204       |
| 31           | 5         | The Claw Prank Redemption          | Rob Schiller       | Stephen Engel, Vincent Brown                                   | 10. listopadu 2014 | 28. června 2015                | 205       |
| 32           | 6         | Do You Want to Build a Lava Man?   | Jody Margolin Hahn | Stephen Engel, Mark Jordan Legan                               | 1. prosince 2014   | 14. května 2016                | 206       |
| 33           | 7         | Storm's End                        | Jody Margolin Hahn | Jim Bernstein, Andy Schwartz                                   | 1. ledna 2015      | 15. května 2016                | 207       |
| 34           | 8         | Future Tense                       | Jon Rosenbaum      | Clayton Sakoda, Ian Weinreich                                  | 12. ledna 2015     | 6. září 2015                   | 209       |
| 35           | 9         | Stop Bugging Me                    | Jon Rosenbaum      | Mark Jordan Legan, Vincent Brown                               | 4. března 2015     | 13. září 2015                  | 208       |
| 36           | 10        | Less than Hero                     | Jon Rosenbaum      | Jim Bernstein, Mark Jordan Legan                               | 11. března 2015    | 27. záři 2015                  | 210       |
| 37           | 11        | Oliver Hatches the Eggs            | Jon Rosenbaum      | Stephen Engel, Vincent Brown                                   | 25. března 2015    | 4. října 2015                  | 211       |
| 38           | 12        | Sparks Fly                         | Adam Weissman      | Stephen Engel, Andy Schwartz                                   | 1. dubna 2015      | 19. února 2016                 | 212       |
| 39           | 13        | Wallace and Clyde: A Grand Day Out | Rich Correll       | Jim Bernstein, Mark Jordan Legan                               | 7. dubna 2015      | 11. května 2016                | 214       |
| 40           | 14        | The Key to Being a Hero            | Adam Weissman      | Stephen Engel, Andy Schwartz                                   | 15. dubna 2015     | 10. května 2016                | 213       |
| 41           | 15        | New Kids Are the Docs              | Stephen Engel      | Kenny Byerly                                                   | 1. července 2015   | 19. května 2016                | 219       |
| 42           | 16        | It's a Matter of Principal         | Gregory Hobson     | Stephen Engel, Vincent Brown                                   | 8. července 2015   | 12. května 2016                | 215       |
| 43           | 17        | Living the Dream                   | Shannon Flynn      | Jim Bernstein, Andy Schwartz                                   | 15. července 2015  | 13. května 2016                | 216       |
| 44           | 18        | Lab Rats vs. Mighty Med part 2     | Rich Correll       | Mark Brazil, Vincent Brown, Clayton Sakoda, Ian Weinreich      | 22. července 2015  | 20. května 2016                | 220       |
| 45           | 19        | Thanks for the Memory Drives       | Rich Correll       | Stephen Engel, Mark Jordan Legan                               | 12. srpna 2015     | 17. května 2016                | 217       |
| 46           | 20        | The Dirt on Kaz & Skylar           | Linda Mendoza      | Amanda Steinhoff, Sarah Jeanne Terry                           | 19. srpna 2015     | 18. května 2016                | 218       |
| 47-48        | 21-22     | The Mother of All Villains         | Rich Correll       | Mark Jordan Legan, Vincent Brown, Jim Bernstein, Andy Schwartz | 9. září 2015       | 21. května 201622. května 2016 | 221-222   |